# Umma gumma
Umma gumma es una especie de odonato zigóptero de la familia Calopterygidae descubierta en Gabón en 2015 y conocida también de Camerún, República del Congo y República Democrática del Congo. Su nombre hace referencia al álbum musical Ummagumma, de la banda británica Pink Floyd.